# Ludwik IV Łagodny
Ludwik IV Łagodny, niem. Ludwig IV. der Sanftmütige (ur. 1 stycznia 1424 w Heidelbergu, zm. 13 sierpnia 1449 w Wormacji) – hrabia-palatyn reński i elektor Rzeszy w 1436–1449.

## Życiorys
Urodził się jako pierwszy syn hrabiego palatyna Ludwika III Brodatego (1378–1436) i jego drugiej żony Matyldy Sabaudzkiej (1390–1438), córki Amadeusza (1363–1452), tytularnego księcia Achai. Miał starszą siostrę Matyldę (1419–1482), wydaną za hrabiego Wirtembergii Ludwika I (1412–1450), oraz dwu młodszych braci: Fryderyka (1425–1476) i Ruprechta (1427–1480), przeznaczonego do stanu duchownego. Ludwik nie był jednak pierworodnym synem swojego ojca, gdyż z pierwszego małżeństwa tegoż pochodził Ruprecht zw. Anglikiem (1406–1426), przewidziany prawem na następcę ojca.
W 1426 Ludwik III wraz z Ruprechtem udali się na pielgrzymkę do Jerozolimy, z której wrócił jedynie ojciec. Ciężko chory powierzył rządy w państwie swojemu bratu Ottonowi (1490–1561), palatynowi Mosbach, który również zajął się wychowaniem bratanków. 30 grudnia 1436 Ludwik IV objął rządy po zmarłym ojcu, jednak jako małoletni pozostał pod kuratelą stryja. Ten prowadził w imieniu Ludwika ostrożną, ale zręczną politykę w Rzeszy. Wspierając króla Fryderyka III w jego cesarskich ambicjach, w 1441 uzyskał dla młodocianego palatyna hrabstwo Löwenstein. Pozwoliło to na włączenie Ludwika IV do grona dowódców wojsk Rzeszy wraz z osiągnięciem przez niego pełnoletności w 1442.
18 października 1445 ożenił się z Małgorzatą Sabaudzką, córką antypapieża Feliksa V i Marii Burgundzkiej. Mieli jednego syna: Filipa (1448–1508), późniejszego elektora Palatynatu. Po śmierci Ludwika IV elektorem został jego brat Fryderyk Wittelsbach. 